# 模擬市民：美麗人生
《模擬市民：美麗人生》（中国大陆官方译为）是《模擬市民》的第一張資料片。在這資料片中，遊戲的地圖由一個增加至九個。

## 新增物件
- 化學實驗室
- 能占卜的水晶球
- 油燈中的精靈
- 假日的裝飾品
- 憤怒的土地神
- 親熱用的電動床

## 新增職業
- 音樂方面的工作：婚禮歌手、酒吧歌手、鋼琴調音員、地鐵音樂家等
- 清閒的工作：高爾夫球童、便利店出納和救生員等
- 特殊的工作：塔羅牌讀者、UFO調查員等
- 新聞業的工作：遊戲評論家、天氣預報員、節目主持人等
- 遊戲業的工作：遊戲測試員、遊戲策劃和程式師等

## 新增特別事件
- 「蟑螂」會在骯髒的家居出現，並降低環境指數。可透過噴射殺蟲藥殺死。
- 只要於家裡裝設了聖誕樹及火爐，而且家裡所有成員於午晚12時全部上床睡覺。聖誕老人則會出現，把聖誕禮物放於聖誕樹下。
- 外星人綁架事件